# Hugo Frey
Hugo Frey (Heilbronn, 14 de abril de 1915 — Sleen, 6 de março de 1944) foi um piloto de caça alemão da Luftwaffe e recebeu a Cruz de Cavaleiro da Cruz de Ferro durante a Segunda Guerra Mundial. Ele foi creditado com 32 vitórias aéreas, incluindo 25 bombardeiros quadrimotores, todos na Frente Ocidental.

## Condecorações
- Distintivo de Voo do Fronte da Luftwaffe
- Cruz de Ferro (1939)
  - 2ª classe
  - 1ª classe
- Cruz Germânica em Ouro (25 de novembro de 1943) como Oberleutnant no 7./JG 11[1]
- Cruz de Cavaleiro da Cruz de Ferro (4 de maio de 1944, postumamente) como Hauptmann e Staffelkapitän do 7./JG 11[2]